# The Tokens
I The Tokens sono stati un gruppo musicale Doo-wop statunitense formatosi nel quartiere di Brooklyn a New York nel 1955.
Sono famosi soprattutto per aver pubblicato nel 1961 la cover del brano di Solomon Linda Mbube, ribattezzandolo The Lion Sleeps Tonight, che raggiunse la vetta della classifica Billboard Hot 100 dove rimase per 3 settimane.
L'originale formazione della band includeva Neil Sedaka, Hank Medress, Eddie Rabkin e Cynthia Zolotin sotto il nome di Linc-Tones, ma la formazione storica è quella successiva con Jay Siegel, Mitch Margo, Phil Margo e Hank Medress sotto l'attuale nome (in uso dal 1960).

## Discografia
- 1961 - The Lion Sleeps Tonight
- 1962 - We, the Tokens, Sing Folk
- 1964 - Wheels
- 1966 - I Hear Trumpets Blow
- 1966 - The Tokens Again
- 1967 - Back to Back
- 1967 - It's A Happening World
- 1970 - Greatest Moments (In a Girl's Life)
- 1971 - Both Sides Now
- 1971 - December 5
- 1971 - Intercourse
- 1973 - Cross Country (album commercializzato sotto il nome Cross Country)
- 1988 - Re-Doo-Wopp
- 1993 - Oldies Are Now
- 1995 - Merry Merry
- 1996 - Tonight the Lion Dances
- 1999 - Unscrewed